# Droga I/56 (Czechy)
Droga krajowa 56 (cz. Silnice I/56) – droga krajowa I kategorii we wschodnich Czechach. Arteria łączy Opavę z Ostrawą i biegnie dalej na południe (na krótkim fragmencie jako autostrada D56) przez Frydek-Mistek do turystycznych miejscowości w Beskidzie Morawsko-Śląskim, gdzie krzyżuje się z drogą nr 35. 